# Parteniusz I (patriarcha Aleksandrii)
Parteniusz I (zm. 30 czerwca 1688) – prawosławny patriarcha Aleksandrii w latach 1678–1688.

## Życiorys
Przed wyborem na patriarchę był metropolitą Nazaretu. Doznał silnych obrażeń podczas trzęsienia ziemi w 1688 r.. Zmarł 30 czerwca tegoż roku w Izmirze.